# 문심
《문심》(问心)은 2023년 방송되었던 중국의 드라마이다.

## 줄거리
- 동립병원 심장내과 의사 '저우샤오펑'은 엘리트 코스를 밟은 데다 실력도 뛰어나 병원의 핵심 인재다. 그와 반대로 직설적이고 충동적인 성격의 천재 의사 '린이'와 심장센터 관상동맥팀 파트너가 되지만, 둘은 의료 철학이 너무 달라 사사건건 부딪히고 대립하는데...

## 등장 인물
- 조우정 - 저우샤오펑 역
- 모효동 - 팡샤오란 역
- 김세가 - 린이 역
- 조앤 첸 - 팡주칭 역
- 주야망 (周野芒) - 차오눠야 역
- 저우위퉁 - 지앙이닝 역
- 동몽실 (Thomas) - 쉬하오치 역
- 위안원캉 - 쉬웨이 역
- 진호우 (陈昊宇) - 천위에 역
- 엄효빈 (严晓频) - 취징 역
- 방자빈 (房子斌) - 바이지 역
- 조군 (赵君) - 지앙쥔링 역
- 마음음 (马吟吟) - 치앙웨이 역
- 왕영 (王柠) - 위링윈 역
- 진새욱 (陈玺旭) - 자오위량 역
- 서닙남 (徐囡楠) - 차오예 역
- 장령심 (张龄心) - 한샤오 역
- 정중옥 (郑中玉) - 시에티엔밍 역
- 손중추 (孙仲秋) - 왕쉬 역
- 반비양 (潘非佯) - 리우동 역

## 참고 사항
- 중국 현지에서 방송 시작과 동시에 중화TV에서 VOD 저작권을 구입했다 국내 방송일자는 12월 25일 이다
- 극중 팡샤오란 역을 맡았던 모효동은 심상사성 이후 7개월만에 출연하는 작품이다
- 극중 쉬웨이와 천웨이 역을 맡았던 위안원캉과 진호우는 여의전 이후 6년만에 재회하였다